# Netmarkedsplads
 Der er for få eller ingen kildehenvisninger i denne artikel, hvilket er et problem. Du kan hjælpe ved at angive troværdige kilder til de påstande, som fremføres i artiklen.

En netmarkedsplads er en markedsplads online. Personer og/eller virksomheder der ønsker at sælge en vare eller en tjenesteydelse kan indrykke annoncer på siden (evt. mod betaling). Andre brugere kan se annoncerne, og via forskellige metoder kontakte sælgerne (igen ofte mod betaling.)

## Kendte netmarkedspladser
De mest kendte online markedspladser i Danmark er:
- Den Blå Avis, dba.dk er den suverænt største tjeneste af sin art i Danmark og Skandinavien.[kilde mangler] Det er gratis at bruge dba.dk. Siden ejes i dag af Schibsted[1].

- Gul & Gratis er først og fremmest en udbredt trykt annonceavis, der distribueres sammen med lokalaviser, primært i Vestdanmark men findes også på nettet.

- Trendsales er online markedsplads, der oprindeligt startede som et marked for tøj og beklædning. I dag handles der dog meget andet end disse varer på siden. De fleste funktioner er gratis at bruge, men mere avancerede features kræver at brugeren betaler abonnement. Trendsales er i 2024 solgt til Vinted